# Cua de ventall de Taliabu
El cua de ventall de Taliabu (Rhipidura sulaensis) és un ocell de la família dels dicrúrids (Dicruridae).

## Hàbitat i distribució
Habita els boscos de les muntanyes de l'illa de Taliabu, a les Sula.

## Taxonomia
Espècie considerad fins fa poc una subespècie de Rhipidura teysmanni. El Congrés Ornitològic Internacional versió 13.2, 2023
El considera una espècie de ple dret arran els treballs de Ng et al. 2017